# 잘트보멀

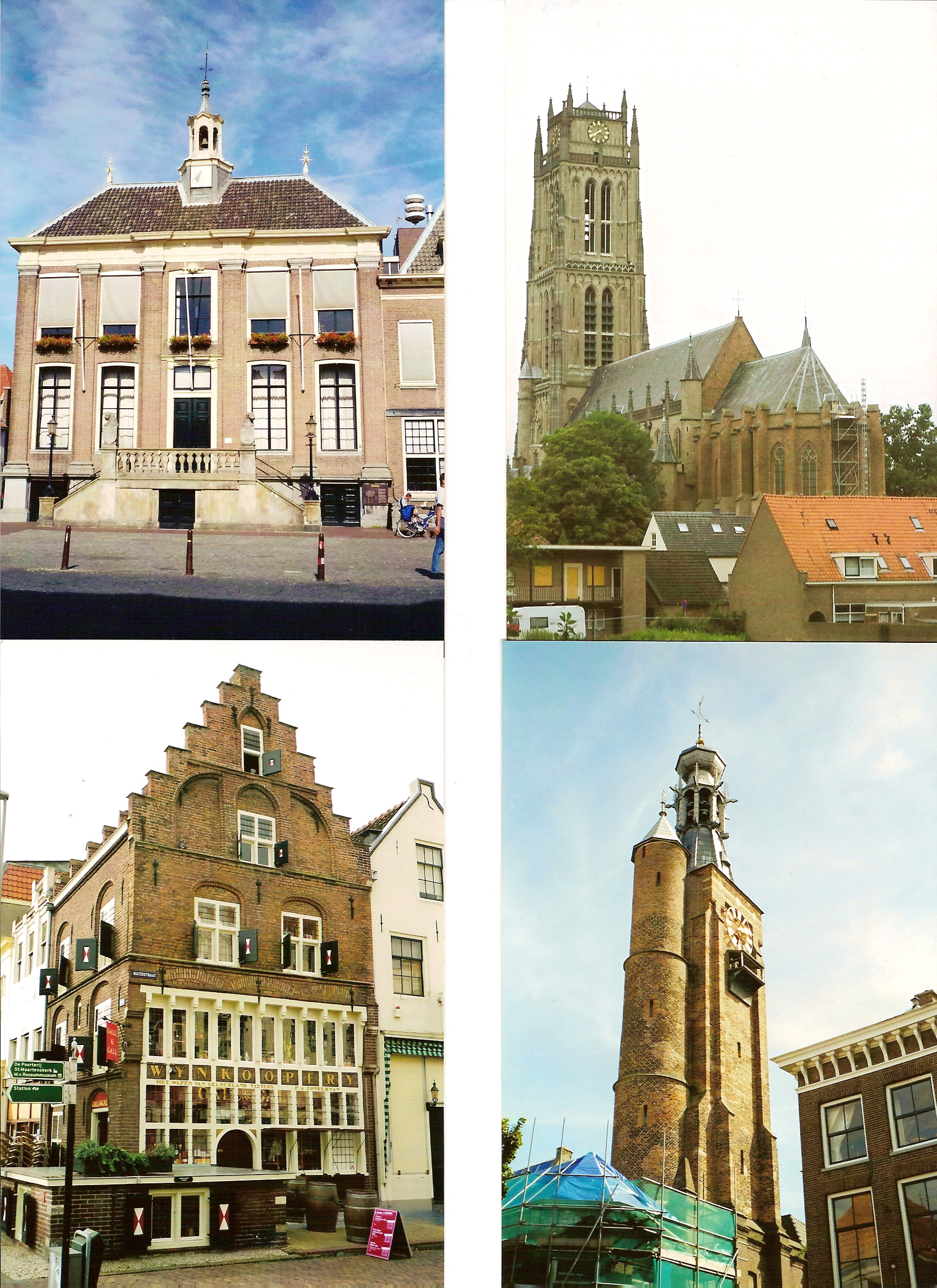
잘트보멀

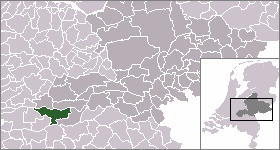
잘트보멀의 위치

잘트보멀(네덜란드어: Zaltbommel)은 네덜란드 헬데를란트주의 도시로 면적은 89.04km2, 높이는 3m, 인구는 27,242명(2014년 5월 기준), 인구 밀도는 342명/km2이다.

시기
시 문장